# Tímárok hídja
A Tímárok hídja vagy Cserzővargák hídja (albán Ura e Tabakëve) 18–19. századi oszmán kori műemlék kőhíd Albánia fővárosa, Tirana központjában, amely a mederszabályozás előtt a Lana folyón ívelt át.

## Története
Építésének pontos ideje nem ismert. Nyugat-balkáni analógiák alapján a híd szerkezete és építészeti stílusa a 18. század második felét, végét valószínűsíti építési idejeként, ugyanakkor az 1990-es évekig a hidat jelölő emléktábla szerint a 19. század első felében épült. Ahogy neve is jelzi, a híd történetileg a tiranai cserzővargákhoz kötődött. Az újkori Tiranában a szabóké mellett a tímárok céhe (Esnafi i Tabakëve vagy Tabakhana) volt a legjelentősebb, amely a település társadalmi életében is fontos szerepet játszott. Miután munkájukhoz elengedhetetlen volt a víz közelsége, a 18. század folyamán a Lana két partján telepedtek meg műhelyeikkel. Azon a területen, ahonnan a Dibra vidékére vezető Szent György-karavánút is kiindult, a 18–19. századok fordulójáig fokozatosan kialakult a Tímárnegyed (Lagjja e Tabakëve). A folyó bal partján a 18. században felépült a ma is látható Tímárok mecsetje (Xhamia e Tabakëve), majd a céhtagok adakozásából elkészült a Lana fölött átívelő kő ívhíd is. A híd és környéke központi szerepet játszott a Timárnegyed társadalmi életében: a hídtól délre állt egy hatalmas, évszázados fa, a „tímárok platánja” (Rrapi i Tabakëve), amelynek tövében tartották a céhgyűléseket és itt vitatták meg a negyed életét érintő ügyes-bajos dolgokat is. A híd egészen az 1930-as évekig volt használatban, ekkor szabályozták a Lanát, amelynek medre délebbre, az egykori platánfa helyére, ezáltal a Tímárok hídja pedig szárazra került. A 20. század második felében a híd állapota jelentősen leromlott, a Tímárnegyed házait az 1970-es évekig fokozatosan átvették a szocialista lakótelepek. A hidat 2004-ben egy tiranai üzletember finanszírozásával felújították, az albán főváros kiemelt jelentőségű építészeti emlékeinek egyike lett.
A Tímárok hídja nem az egyetlen oszmán kori Lana-híd volt Tiranában: 200 méterre délnyugati irányban ugyancsak a 18. században épült fel a rivális szabócéh jóval nagyobb hídja, a Szabók hídja (Ura e Terzinjve), amely 1929-ben összeomlott és helyét egy 1933-ban átadott modern betonhíd vette át.

## Leírása

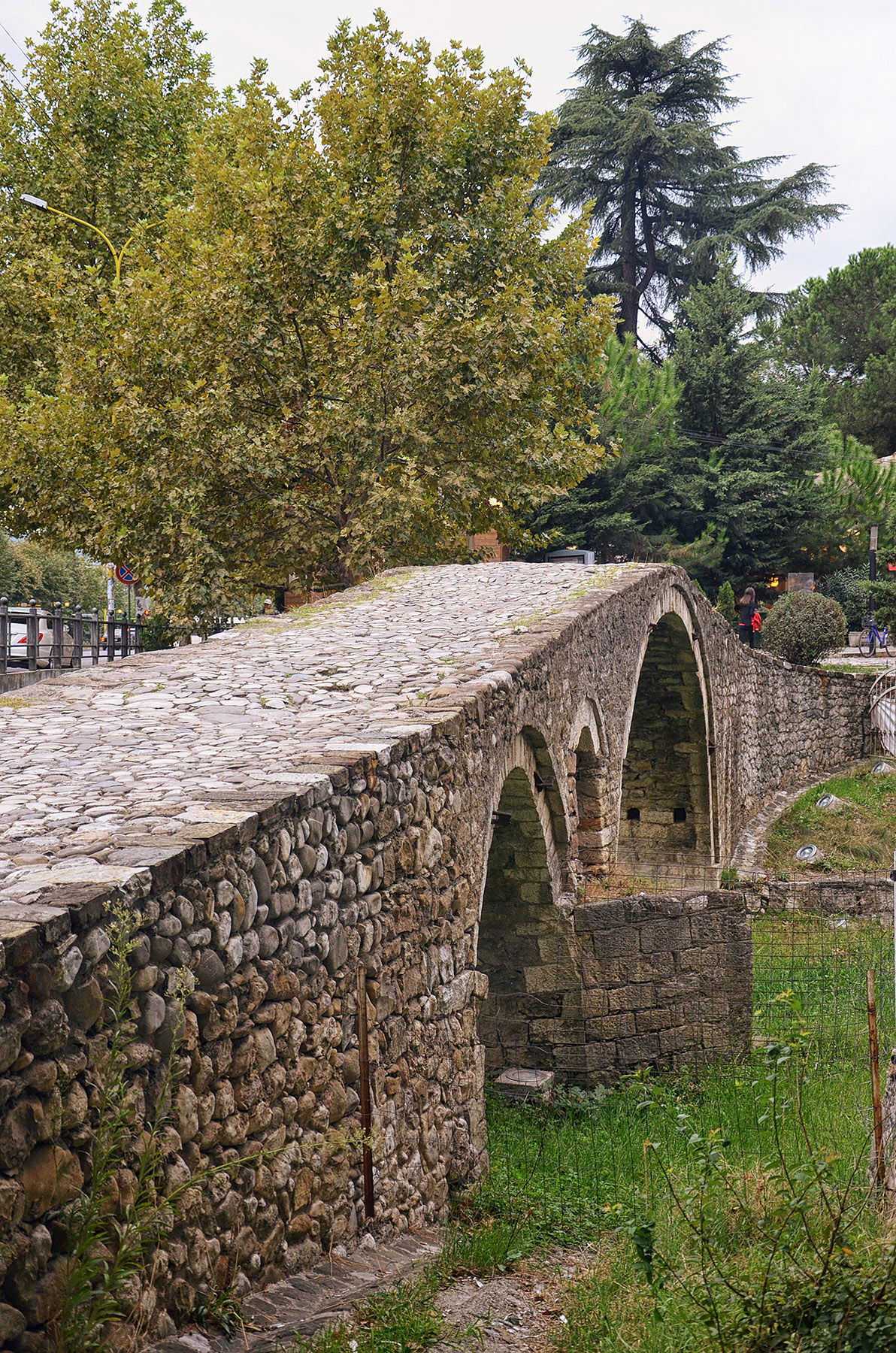
A híd északi, az egykori folyásiránnyal szembeni oldala a pillérorral

A híd Tirana belvárosának délkeleti peremén, a központi Szkander bég tértől légvonalban 650 méterre, kelet–délkeleti irányban, a Lana folyó északi partján, a folyópartot kísérő Jeanne d’Arc körút (Bulevardi Zhan D’Ark) mellett található.
A híd tengelyének tájolása közelítően nyugat–keleti irányú, mai állapotában hossza kb. 25, szélessége 2,5, magassága 7,5 méter. Egykoron valószínűleg 3,5 méterrel emelkedett a vízfelszín fölé. A keskeny, egykori karavánhíd napjainkban csak gyalogosok számára áll nyitva. Az oszmán stílusú, eredetileg háromnyílású ívhíd falazata és burkolata szabálytalan terméskövekből készült. Déli oldalán az egyik ívközben kőfülkét, túloldalán a folyásiránnyal szembeni pillérorron pedig kősarkantyút alakítottak ki. Az 1930-as évekre – a korabeli fényképek tanúsága szerint – a hídnak már csak két íve maradt fenn: a központi, legnagyobb támaszközű, illetve a keleti nyílás. Írásos dokumentum nem ismert a harmadik nyílás eltűnésének okairól, a feltételezések szerint a Lana szabályozását követően kerülhetett sor a kőhíd átalakítására.